# Calamiteitenroute
Een calamiteitenroute is een alternatieve route die gebruikt kan worden om uw bestemming te bereiken in geval van calamiteiten op de oorspronkelijke hoofdbaan (autosnelweg). Calamiteitenroutes zijn ingevoerd om het verkeer om te leiden indien de autosnelweg geheel of gedeeltelijk versperd is en op die momenten te voorkomen dat bestuurders zelf een alternatieve route zullen proberen te nemen.
De start van een calamiteitenroute wordt aangegeven met een geel signalisatiebord.
Op het traject van de calamiteitenroute staan op verschillende plaatsen borden met letters, die de route aangeven. Deze letters zijn geen aanduiding van een geografische locatie, maar dienen enkel ter aanduiding van de rijrichting en route.

## Overzicht van een aantal lettercodes van calamiteitenroutes in België
- C: E19 richting Breda / E403 richting Brugge
- D: E19 Breda-Antwerpen / E403 richting Doornik
- F: E17 richting Antwerpen / E313 richting Luik
- G: E17 richting Rijsel / E313 richting Antwerpen
- J: E40 richting Luik
- K: E40 richting Calais
- L: E34 richting Antwerpen / E314 richting Brussel
- P: E34 vanuit Antwerpen / E314 richting Aken
- Q: A12 richting Brussel / A10 richting Jabbeke / E411 richting Brussel
- S: A12 richting Bergen-Op-Zoom / A10 richting Oostende / E411 richting Namen
- T: R4, wijzerzin / R2 richting Beveren
- U: R4, tegenwijzerzin / R2 richting Stabroek
- V-Z: niet toegewezen

De codes A,B,E,H,I,M,N,O en R worden niet gebruikt om verwarring te vermijden.
De codes V tot en met Z zijn niet aan een autosnelweg of route toegewezen en kunnen gebruikt worden voor tijdelijke signalisatie of opsplitsing.